# Alessandro Felipe Oltramari
Alessandro Felipe Oltramari, mais conhecido como Alessandro (Cascavel, 30 de Março de 1988), é um futebolista brasileiro que atua como goleiro. Atualmente, defende o Cruzeiro-RS.

## Carreira

### Início
Começou a carreira no RS Futebol, clube que forma atletas do Rio Grande do Sul. Em 2007, acertou sua ida para o Fluminense e foi um dos destaques na Copa São Paulo de Futebol Júnior daquele ano. Entretanto, o clube carioca decidiu não renovar com o goleiro.
Depois do clube carioca, o jogador se transferiu para o Avelino, da Itália, antes de ir para o Grêmio, clube no qual ficou entre 2008 e 2009. No Tricolor gaúcho, também não teve chances, pois o time contava com o goleiro Victor constantemente convocado para a Seleção Brasileira e era então considerado o terceiro goleiro, por isso atuava no Grêmio B. Mas quando Rodrigo Caetano foi para o Vasco, indicou o goleiro Alessandro ao clube cruzmaltino.

### Vasco da Gama
Contratado pelo Vasco em 2010, teve poucas chances de atuar pois Fernando Prass ídolo do clube era absoluto na posição e disputava todos os jogos oficiais do time. Sua primeira partida oficial com a camisa do Vasco foi em fevereiro de 2012. Após Fernando Prass sofrer um corte no joelho na partida contra o Duque de Caxias, Alessandro teve  sua primeira oportunidade de defender o clube e saiu vitorioso, o Vasco venceu o Bangu por 3x1.
No início de 2013, Fernando Prass acertou sua saída do clube, abrindo espaço para Alessandro. Mas o Vasco contratou o experiente goleiro Michel Alves cotado para ser o titular na meta vascaína. No entanto, o escolhido para iniciar as partidas como titular pelo técnico Gaúcho foi Alessandro. Começou bem, mas algumas atuações abaixo da média, como a da derrota para o Botafogo por 3X0, onde falhou em um dos gols e ainda foi expulso, o fizeram perder a posição de titular.

### Náutico
Em 2014 foi emprestado ao Náutico por uma temporada. Recebeu a oportunidade de jogar no início do ano e não a desperdiçou, sendo o goleiro titular do Timbú. Também se tornou um goleiro de confiança para a torcida do Náutico após boas atuações. Mas Alessandro perdeu a vaga de titular após a chegada do experiente goleiro Júlio César, vindo do Corinthians.

### Retorno ao Vasco
No início de 2015, seu empréstimo com o Timbu acabou e Alessandro retornou a equipe cruzmaltina, mas treinando em separado. Em agosto de 2015, o goleiro foi reintegrado ao elenco principal. O goleiro, que fazia atividades separadas há algum tempo, voltou a trabalhar com o grupo.

### Aimoré
Em dezembro de 2015, após uma semana de negociações, o departamento de futebol do Aimoré confirmou a sua contratação para a disputa do Campeonato Gaúcho.

### Futebol iraniano
Em julho de 2016, Alessandro acertou sua ida para o futebol iraniano, onde defendeu, na temporada 2016-17, o Saipa.

### Cruzeiro-RS
Em agosto de 2019, Alessandro, que passou por 3 temporadas no futebol iraniano, retornou ao Brasil pelo Cruzeiro-RS, para a disputa da Copa FGF.

## Títulos
Vasco da Gama
- Copa da Hora: 2010
- Copa do Brasil: 2011